# Game Designers' Workshop
Game Designers' Workshop (GDW) var ett amerikanskt företag som utvecklade och publicerade flera populära konflikt- och rollspel. GDW grundades 22 juni 1973 och upplöstes 29 februari 1996 på grund av långtgående ekonomiska förluster. Flera av deras spel ges fortfarande ut av andra förlag.
Grundarna till företaget var Frank Chadwick, Rich Banner, Marc Miller och Loren Wiseman. Från början satsade de på konfliktspelsserien Europa där Drang Nach Osten! var deras första spel. Flera spel till serien följde fram till 1987. Grovt räknat gav GDW ut en ny produkt var 22:e dag i 22 års tid. Grundarna förklarade att företaget upphörde både på grund av utbrändhet samt ekonomiska svårigheter.

## Produkter

### Rollspel
- Cadillacs and Dinosaurs
- Dangerous Journeys
- En Garde! (1975)
- Traveller (1977)
- Twilight: 2000 (1984)
- MegaTraveller (1986)
- 2300 AD (1987)
- Space: 1889 (1988)
- Dark Conspiracy (1991)
- Traveller: The New Era (1992)

### Brädspel
- 1815: The Waterloo Campaign
- Drang Nach Osten! (Europa-serien) (1973)
- Kasserine Pass (1973?)
- Overlord (1973?)
- Triplanetary (1973)
- Coral Sea (1974)
- Narvik (Europa-serien) (1974)
- Battle for Midway (1976)
- Their Finest Hour (Europa-serien) (1976)
- Bar-Lev (1977)
- Case White (Europa-serien) (1977)
- Imperium (1977)
- 1942 (Series 120) (1978)
- The Battle of Guilford Courthouse (Series 120) (1978)
- The Battle of Lobositz (Series 120) (1978)
- The Battle of the Alma (Series 120) (1978)
- Indian Ocean Adventure (1978)
- Mayday (1978)
- Operation Crusader (1978)
- Marita-Merkur (Europa-serien) (1979)
- Snapshot (1979)
- 1941 (Series 120) (1980)
- Asteroid (1980)
- Azhanti High Lightning (1980)
- Eylau: Napoleon's Winter Battle, 1807 (1980)
- 1941 (Series 120) (1981)
- A House Divided (1981)
- The Fall of France (Europa-serien) (1981)
- Fifth Frontier War (1981)
- Invasion: Earth (1981)
- Suez '73: Battle for Chinese Farm (1981)
- Trenchfoot: Bullets & Bayonets in the Great War (1981)
- Soldier King (1982)
- Western Desert (Europa-serien) (1982)
- Assault: Tactical Combat in Europe: 1985 (Assault-serien) (1983)
- Blue Max (1983)
- Campaign Trail (1983)
- Dark Nebula: Battles for the Stars (1983)
- Normandy Campaign: From Beachhead to Breakout (Double Blind-serien) (1983)
- Fire in the East (Europa-serien) (1984)
- The Third World War: Battle for Germany (1984)
- The Third World War: Southern Front (1984)
- The Third World War: Arctic Front (1985)
- Torch (Europa-serien) (1985)
- The Third World War: Persian Gulf (1986)
- Air Superiority (1987)
- Sky Galleons of Mars (1988)
- Team Yankee (1988)
- The Sands of War (1991)
- Minion Hunter (1992)

### Figurspel
- Fire & Steel (Napoleonkrigen)
- Harpoon (modern sjöstrid), utvecklades senare till ett datorspel
- Johnny Reb (amerikanska inbördeskriget)
- Striker (science fiction, 1983)
- Command Decision (krigföring under 1900-talet)
- Tac Force (krigföring under 1900-talet)

1. ↑  hämtat från: engelskspråkiga Wikipedia.[källa från Wikidata]